# Salles-d'Angles

Salles-d'Angles este o comună în departamentul Charente, Franța. În 1 ianuarie 2022 avea o populație de 1.007 de locuitori.